# Amnèsia
Amnèsia è un film del 2002 diretto da Gabriele Salvatores.

## Trama
Ibiza, estate del 2001. L'italiano Angelino, pasticcione e pieno di debiti che gestisce un piccolo beach-bar assieme alla fidanzata spagnola Alicia un giorno, al ritorno dal funerale di un suo amico centauro, causa involontariamente un incidente: un'auto sbanda per evitare il mezzo fermo in strada per un'avaria e si schianta contro un palo della luce. Il guidatore, che si rivela essere un corriere della droga, muore sul colpo e Angelino trova nell'auto una valigetta nera con dentro 4 chili di cocaina pura che sottrae e sotterra in spiaggia in un punto segreto dell'isola.
Sandro, un altro italiano di Ibiza, ha una piccola casa di produzione di film porno che gira direttamente sul bordo della piscina nella lussuosa villa in cui vive. Quando Angelino, con cui da anni non parla per una lite, gli propone di acquistare la cocaina, Sandro lo allontana malamente, consapevole che sta per arrivare la figlia Luce che non vede quasi mai perché vive a Firenze in un collegio e perché è un papà distratto e immaturo. Luce è completamente all'oscuro del lavoro del padre e nutre verso di lui odio per averla quasi abbandonata. Sandro chiede aiuto ai suoi collaboratori per occuparsi della figlia, mentre lui gira di nascosto. In particolare Pilar tenterà di conquistare la fiducia della giovane. Tuttavia Luce scopre e accetta senza troppi pensieri che il padre sia un pornografo. A lui rivela di essere incinta del padre di una compagna di classe. Sandro, dopo una prima reazione violenta, accetterà che la figlia tenga il bambino e s'impegnerà a fare, per una buona volta in vita sua, da padre a quel bimbo che è poi suo nipote. 
Intanto, Angelino, ha ancora la necessità di vendere la cocaina. Contatta così un pusher italiano di Ibiza, Ernesto mentre un narcotrafficante inglese, intenzionato a recuperare la valigetta, si mette anch'egli sulle sue tracce.
Parallelamente si sviluppa la vicenda di Jorge, figlio del capo della polizia dell'isola Xavier, il quale, pur essendo molto intelligente (ha appena ricevuto la lettera d'ammissione della UCLA), spreca la sua vita con una banda di discotecari dediti alla droghe sintetiche. Una sera, davanti alla discoteca, Jorge tenta di sedurre Luce, figlia di Sandro, ma poi scoppia una rissa per causa sua. Il padre Xavier, insoddisfatto e in rotta di collisione col figlio criminale, gli toglie carta di credito e auto, ma finisce poi per essere ricattato, quando il figlio scopre della sua passione per un giovane travestito. Intanto, Xavier indaga sul trafficante/cavallo rimasto ucciso nell'incidente e inizia a sospettare di Angelino, che, probabilmente, ha coinvolto anche Sandro. Ma quando sta per organizzare una retata per arrestare Angelino, viene colpito da un ictus. 
Angelino e Sandro intanto, durante una serata all'Amnesia, vengono avvicinati da Ernesto, il quale inizia a minacciare entrambi di volere per sé la valigetta con la cocaina. Ne nasce un inseguimento che giunge fino alle luci dell'alba sulla salina dell'isola. Qui si svolgerà, a colpi di revolver, la resa dei conti finale (anche con il narcotrafficante inglese) che vedrà sopravvivere solo Sandro e Angelino e la droga contenuta nella valigetta disperdersi nel sale.

## Produzione
Il film è stato girato in sette settimane completamente a Ibiza tra aprile e maggio 2001.